# Contre-la-montre masculin des juniors aux championnats du monde de cyclisme sur route 2018
Le contre-la-montre masculin des juniors aux championnats du monde de cyclisme sur route 2018 a lieu sur 27,8 kilomètres le 25 septembre 2018 à Innsbruck, en Autriche.

## Parcours
Le parcours est tracé sur 27,8 kilomètres, en partant du centre du parc aventure en plein air appelé le Swarovski Crystal Worlds dans la ville de Wattens. Puis les cyclistes se dirigent vers le  district d'Innsbruck aux localités de Kolsass et Weer où ils traversent la rivière Inn.
L'arrivée est située en face du palais de Hofburg,.

## Qualification
Selon le système de qualification fixé par le comité directeur de l'Union cycliste internationale, « chaque nation bénéficie de 2 partants. [...] Le champion du monde, le champion olympique et les champions continentaux en titre peuvent participer en sus [de ce quota] »,.
| Champion              | Nom                  | Pays       |
| --------------------- | -------------------- | ---------- |
| Champion d'Afrique    | Biniam Hailu         | Érythrée   |
| Champion panaméricain | Juan Antonio Salazar | Argentine  |
| Champion d'Asie       | Daniil Pronskiy      | Kazakhstan |
| Champion d'Océanie    | Lucas Plapp          | Australie  |
| Champion d'Europe     | Remco Evenepoel      | Belgique   |

## Classement
| Rang                      | Coureur              | Pays            |    | Temps       |
| ------------------------- | -------------------- | --------------- | -- | ----------- |
| Médaille d'or, monde      | Remco Evenepoel      | Belgique        | en | 33 min 15 s |
| Médaille d'argent, monde  | Lucas Plapp          | Australie       | +  | 1 min 23 s  |
| Médaille de bronze, monde | Andrea Piccolo       | Italie          |    | 1 min 37 s  |
| 4                         | Michel Hessmann      | Allemagne       |    | 1 min 47 s  |
| 5                         | Søren Wærenskjold    | Norvège         |    | 1 min 50 s  |
| 6                         | Ilan Van Wilder      | Belgique        |    | 2 min 1 s   |
| 7                         | Manuel Michielsen    | Pays-Bas        |    | 2 min 10 s  |
| 8                         | Joseph Laverick      | Grande-Bretagne |    | 2 min 21 s  |
| 9                         | Jacob Hindsgaul      | Danemark        |    | 2 min 26 s  |
| 10                        | Michael Garrison     | États-Unis      |    | 2 min 32 s  |
| 11                        | Lev Gonov            | Russie          |    | 2 min 33 s  |
| 12                        | Alexandre Balmer     | Suisse          |    | 2 min 38 s  |
| 13                        | Jakob Gessner        | Allemagne       |    | 2 min 45 s  |
| 14                        | Ben Healy            | Irlande         |    | 2 min 49 s  |
| 15                        | Biniam Girmay        | Érythrée        |    | 2 min 53 s  |
| 16                        | Kévin Vauquelin      | France          |    | 3 min 3 s   |
| 17                        | Daniil Pronskiy      | Kazakhstan      |    | 3 min 11 s  |
| 18                        | Enzo Leijnse         | Pays-Bas        |    | 3 min 13 s  |
| 19                        | Riley Sheehan        | États-Unis      |    | 3 min 20 s  |
| 20                        | Gleb Brussenskiy     | Kazakhstan      |    | 3 min 23 s  |
| 21                        | William Blume Levy   | Danemark        |    | 3 min 23 s  |
| 22                        | Carlos Rodríguez     | Espagne         |    | 3 min 25 s  |
| 23                        | Yevgeniy Fedorov     | Kazakhstan      |    | 3 min 26 s  |
| 24                        | Valentin Götzinger   | Autriche        |    | 3 min 30 s  |
| 25                        | Conor Martin         | Canada          |    | 3 min 35 s  |
| 26                        | Gleb Karpenko        | Estonie         |    | 3 min 37 s  |
| 27                        | Artjom Mirzojev      | Estonie         |    | 3 min 38 s  |
| 28                        | Ruslan Koshovyi      | Ukraine         |    | 3 min 41 s  |
| 29                        | Guilherme Mota       | Portugal        |    | 3 min 41 s  |
| 30                        | Maximilian Kabas     | Autriche        |    | 3 min 41 s  |
| 31                        | Arthur Kluckers      | Luxembourg      |    | 3 min 42 s  |
| 32                        | Samuele Manfredi     | Italie          |    | 3 min 46 s  |
| 33                        | Maksim Bilyi         | Ukraine         |    | 3 min 54 s  |
| 34                        | Petr Kelemen         | Tchéquie        |    | 3 min 55 s  |
| 35                        | Dzianis Mazur        | Biélorussie     |    | 3 min 57 s  |
| 36                        | Antoine Devanne      | France          |    | 3 min 59 s  |
| 37                        | Daniil Turuk         | Biélorussie     |    | 4 min 9 s   |
| 38                        | Ben Tulett           | Grande-Bretagne |    | 4 min 11 s  |
| 39                        | Fredrik Finnesand    | Norvège         |    | 4 min 17 s  |
| 40                        | Bostjan Murn         | Slovénie        |    | 4 min 20 s  |
| 41                        | Dawid Kuderczak      | Pologne         |    | 4 min 23 s  |
| 42                        | Dominik Bieler       | Suisse          |    | 4 min 24 s  |
| 43                        | Damian Papierski     | Pologne         |    | 4 min 24 s  |
| 44                        | Branko Huys          | Belgique        |    | 4 min 29 s  |
| 45                        | Gilles Kirsch        | Luxembourg      |    | 4 min 33 s  |
| 46                        | Aaron Doherty        | Irlande         |    | 4 min 38 s  |
| 47                        | Iakov Gusev          | Russie          |    | 4 min 52 s  |
| 48                        | Afonso Silva         | Portugal        |    | 4 min 54 s  |
| 49                        | Jean Eric Habimana   | Rwanda          |    | 5 min 9 s   |
| 50                        | Erikas Sidlauskas    | Lituanie        |    | 5 min 11 s  |
| 51                        | Iván Cobo            | Espagne         |    | 5 min 11 s  |
| 52                        | Alekss Krasts        | Lettonie        |    | 5 min 12 s  |
| 53                        | Yoel Asmerom         | Érythrée        |    | 5 min 27 s  |
| 54                        | Julián Espinoza      | Costa Rica      |    | 5 min 30 s  |
| 55                        | Valentin Vasiloiu    | Roumanie        |    | 5 min 42 s  |
| 56                        | Adam Foltan          | Slovaquie       |    | 5 min 46 s  |
| 57                        | Aristidas Kelmelis   | Lituanie        |    | 6 min 4 s   |
| 58                        | Taisei Hino          | Japon           |    | 6 min 5 s   |
| 59                        | Renus Uhiriwe        | Rwanda          |    | 6 min 8 s   |
| 60                        | Carlo Jurišević      | Croatie         |    | 6 min 21 s  |
| 61                        | Hiroyuki Umakoshi    | Japon           |    | 6 min 29 s  |
| 62                        | Zani Sylhasi         | Kosovo          |    | 6 min 56 s  |
| 63                        | Lukas Kubis          | Slovaquie       |    | 6 min 59 s  |
| 64                        | Qadir Mustafayev     | Azerbaïdjan     |    | 7 min 4 s   |
| 65                        | Luis Esteban Murillo | Costa Rica      |    | 7 min 9 s   |
| 66                        | Jeffrey Diaz         | Porto Rico      |    | 7 min 52 s  |
| 67                        | Marcel Teneb         | Chili           |    | 8 min 3 s   |
| 68                        | Mohamed Rayes        | Syrie           |    | 9 min 8 s   |
| 69                        | Blerton Nuha         | Kosovo          |    | 9 min 21 s  |
| 70                        | Briton John          | Guyana          |    | 9 min 48 s  |
| -                         | Ben Katerberg        | Canada          |    | abandon     |